# Ekaterine Togonidze
Ekaterine Togonidze (en georgiano ეკატერინე ტოგონიძე; Tiflis, 16 de marzo de 1981) es una novelista y periodista georgiana.

## Biografía
Ekaterine Togonidze se graduó en periodismo en la Universidad Estatal de Tiflis. Fue presentadora de programas de noticias y posteriormente presentó el programa matutino Alioni en la radio pública de Georgia.
Ha presentado programas educativos en el primer canal en la televisión pública de su país y también ha escrito para varios periódicos y revistas de Georgia.
Desde 2007 ha estado involucrada en trabajo pedagógico en la Universidad Técnica de Georgia, enseñando periodismo en televisión y oratoria.
Actualmente trabaja también como gerente de marketing y relaciones públicas en la Universidad Georgiano-Americana.

## Obra
Su primera colección de relatos, Anestesia (ანესთეზია, 2011), ganó el premio SABA —el premio literario más prestigioso de Georgia— como mejor debut del año en 2012. Está compuesta por cuatro historias de distintos temas. Su novela La otra manera ha sido traducida al alemán y es la base de su guion cinematográfico ganador del concurso del Centro Nacional de Cine de Georgia en 2013.
Asimismo, el relato corto Soy yo apareció publicado en Best European Fiction 2015.
Su novela Asincronía (ასინქრონი, 2014) fue nominada al premio literario SABA en 2014 en la categoría de mejor novela del año. La narración parte de la muerte en extrañas circunstancias de las gemelas siamesas Lina y Diana, de personalidades bien definidas y muy diferentes. En esta trágica historia, su padre ausente, Rostom, conoce de su existencia por su muerte, y luego a través de las conmovedoras anotaciones en sus diarios.
De acuerdo al novelista y dramaturgo Lasha Bugadze:

Ekaterine Togonidze tiene un espacio propio en la literatura: hasta ahora, los temas que elabora han sido prácticamente ignorados por la literatura georgiana.

Diversas obras de esta autora han sido traducidas al alemán y al inglés.